# بيلة حمض الأوروتيك
بيلة حمض الأوروتيك (بيلة حمضية أوروتيية وراثية) (بالإنجليزية: Orotic aciduria)‏ هو مرض يسببه نقص إنزيم يؤدي إلى انخفاض القدرة على تصنيع البيريميدينات. إنه نقص الإنزيم الوحيد المعروف لمسار تخليق دي نوفو بيريميدين.
تتميز بيلة بيلة حمض الأوروتيك بالإفراط في إفراز حمض الأوروتيك في البول بسبب عدم القدرة على تحويل حمض الأوروتيك إلى يوريدين أحادي الفوسفات. يسبب فقر الدم الضخم الأرومات وقد يترافق مع تأخر في النمو العقلي والجسدي.

## العلامات والأعراض
يعاني المرضى عادةً من فرط حمض الأوروتيك في البول، وفشل في النمو، وتأخر في النمو، وفقر الدم الضخم الأرومات الذي لا يمكن علاجه عن طريق إعطاء فيتامين بي 12 أو حمض الفوليك.

## السبب وعلم الوراثة
ينتج هذا الاضطراب الجسدي المتنحي عن نقص في إنزيم سينثاز يوريدين أحادي الفوسفات، وهو بروتين ثنائي الوظيفة يتضمن أنشطة إنزيم ناقلة فسفوريبوزيل الأوروتات ونازعة كربوكسيل 5'-فسفات الأوروتيدين. في دراسة واحدة لثلاثة مرضى، تراوح نشاط سينثاز يوريدين أحادي الفوسفات بين 2-7% من المستويات الطبيعية.
تم الإبلاغ عن نوعين من البيلة الحمضية. النوع الأول يعاني من نقص حاد في كلا نشاطي سينثاز يوريدين أحادي الفوسفات. في النوع الثاني من البيلة الحمضية، يكون نشاط نازعة كربوكسيل 5'-فسفات الأوروتيدين ناقصًا بينما يكون نشاط ناقلة فسفوريبوزيل الأوروتات مرتفعًا. اعتبارًا من عام 1988، تم الإبلاغ عن حالة واحدة فقط من النوع الثاني من البيلة الحمضية.
ترتبط بيلة حمض الأوروتيك بفقر الدم الضخم الأرومات بسبب انخفاض تخليق بيريميدين، مما يؤدي إلى انخفاض العوامل المساعدة النوكليوتيدية الدهنية اللازمة لتخليق غشاء كرات الدم الحمراء في نخاع العظم.

## تشخيص
يمكن أن تنشأ أيضًا مستويات الحمض البولي المرتفعة بشكل ثانوي لانسداد دورة اليوريا، خاصةً في نقص عوز ناقلة كارباميلاز الأورنيثين (نقص أوكسي تتراسيكلين). يمكن تمييز ذلك عن حمض البول الوراثي عن طريق تقييم مستويات الأمونيا في الدم ونيتروجين اليوريا في الدم. في نقص أوكسي تتراسيكلين، يُلاحظ فرط أمونيا الدم وانخفاض نيتروجين اليوريا في الدم لأن دورة اليوريا لا تعمل بشكل صحيح، ولكن فقر الدم الضخم الأرومات لن يحدث بسبب عدم تأثر تخليق البيريميدين. في بيلة حمض الأوروتيك، لا تتأثر دورة اليوريا.
يمكن تشخيص بيلة حمض الأوروتيك من خلال التسلسل الجيني لجين سينثاز يوريدين أحادي الفوسفات.

## علاج
العلاج هو إعطاء يوريدين أحادي الفوسفات أو يوريدين ثلاثي الأسيتات (الذي يتحول إلى يوريدين أحادي الفوسفات). ستتجاوز هذه الأدوية الإنزيم المفقود وتزود الجسم بمصدر للبيريميدين.